# Puchar PZM na Żużlu 1969
Puchar Polskiego Związku Motorowego 1969 – 8. edycja zawodów żużlowych o przechodni Puchar Zarządu Głównego Polskiego Związku Motorowego w sezonie 1969. O puchar rywalizowało 12 drużyn w 3 grupach. Rozegrano po 4 rundy dla każdej z grup. Podział grup był następujący: w Grupie I rywalizowały 4 najlepsze drużyny sezonu 1968, w Grupie II – drużyny z miejsc 5–7 + drużyna, która awansowała do I ligi w sezonie 1968. W grupie III drużyny z miejsc 2–4 II ligi w sezonie 1968 + drużyna, która spadła z I ligi w sezonie 1968. W klasyfikacji generalnej zwyciężyli żużlowcy ROW Rybnik.

## Drużyny
| Grupa I - I Liga                                         | Grupa II - I liga                                                            | Grupa III - II liga                                 |
| -------------------------------------------------------- | ---------------------------------------------------------------------------- | --------------------------------------------------- |
| Sparta Wrocław Stal Gorzów Wlkp. Stal Rzeszów ROW Rybnik | Śląsk Świętochłowice Włókniarz Częstochowa Polonia Bydgoszcz Wybrzeże Gdańsk | Motor Lublin Unia Tarnów Kolejarz Opole Unia Leszno |

## Rundy

### Grupa I
| Poz. | Klub              | Punkty |
| ---- | ----------------- | ------ |
| 1    | RKM Rybnik        | 41     |
| 2    | Stal Gorzów Wlkp. | 28     |
| 3    | Sparta Wrocław    | 25     |
| 4    | Stal Rzeszów      | 3      |

| Poz. | Klub              | Punkty |
| ---- | ----------------- | ------ |
| 1    | ROW Rybnik        | 38     |
| 2    | Stal Gorzów Wlkp. | 28     |
| 3    | Sparta Wrocław    | 26     |
| 4    | Stal Rzeszów      | 2      |

| Poz. | Klub              | Punkty |
| ---- | ----------------- | ------ |
| 1    | Stal Gorzów Wlkp. | 42     |
| 2    | ROW Rybnik        | 29     |
| 3    | Sparta Wrocław    | 17     |
| 4    | Stal Rzeszów      | 8      |

| Poz. | Klub              | Punkty |
| ---- | ----------------- | ------ |
| 1    | Stal Gorzów Wlkp. | 37     |
| 2    | ROW Rybnik        | 33     |
| 3    | Sparta Wrocław    | 13     |
| 4    | Stal Rzeszów      | 12     |

| Tabela Grupy I \| Poz. \| Klub \| Punkty \| \| ---- \| ----------------- \| ------ \| \| 1 \| ROW Rybnik \| 141 \| \| 2 \| Stal Gorzów Wlkp. \| 135 \| \| 3 \| Sparta Wrocław \| 84 \| \| 4 \| Stal Rzeszów \| 23 \| |                   |        |
| Poz. | Klub              | Punkty |
| 1 | ROW Rybnik        | 141    |
| 2 | Stal Gorzów Wlkp. | 135    |
| 3 | Sparta Wrocław    | 84     |
| 4 | Stal Rzeszów      | 23     |

### Grupa II
| Poz. | Klub                  | Punkty |
| ---- | --------------------- | ------ |
| 1    | Śląsk Świętochłowice  | b.d.   |
| 2    | Wybrzeże Gdańsk       | b.d.   |
| 3    | Polonia Bydgoszcz     | 22     |
| 4    | Włókniarz Częstochowa | b.d.   |

| Poz. | Klub                  | Punkty |
| ---- | --------------------- | ------ |
| 1    | Śląsk Świętochłowice  | 33     |
| 2    | Polonia Bydgoszcz     | 30     |
| 3    | Wybrzeże Gdańsk       | 22     |
| 4    | Włókniarz Częstochowa | 11     |

| Poz. | Klub | Punkty |
| ---- | ---- | ------ |
| 1    | b.d. | b.d.   |
| 2    | b.d. | b.d.   |
| 3    | b.d. | b.d.   |
| 4    | b.d. | b.d.   |

| Poz. | Klub                  | Punkty |
| ---- | --------------------- | ------ |
| 1    | Wybrzeże Gdańsk       | 35     |
| 2    | Śląsk Świętochłowice  | 33     |
| 3    | Włókniarz Częstochowa | 16     |
| 4    | Polonia Bydgoszcz     | 10     |

| Tabela Grupy II \| Poz. \| Klub \| Punkty \| \| ---- \| --------------------- \| ------ \| \| 1 \| Śląsk Świętochłowice \| 150 \| \| 2 \| Wybrzeże Gdańsk \| 101 \| \| 3 \| Polonia Bydgoszcz \| 71 \| \| 4 \| Włókniarz Częstochowa \| 59 \| |                       |        |
| Poz. | Klub                  | Punkty |
| 1 | Śląsk Świętochłowice  | 150    |
| 2 | Wybrzeże Gdańsk       | 101    |
| 3 | Polonia Bydgoszcz     | 71     |
| 4 | Włókniarz Częstochowa | 59     |

### Grupa III
| Tabela Grupy III \| Poz. \| Klub \| Punkty \| \| ---- \| -------------- \| ------ \| \| 1 \| Kolejarz Opole \| 137,5 \| \| 2 \| Unia Tarnów \| 106 \| \| 3 \| Unia Leszno \| 87 \| \| 4 \| Motor Lublin \| 44,5 \| |                |        |
| Poz. | Klub           | Punkty |
| 1 | Kolejarz Opole | 137,5  |
| 2 | Unia Tarnów    | 106    |
| 3 | Unia Leszno    | 87     |
| 4 | Motor Lublin   | 44,5   |

## Tabela końcowa
| Poz. | Klub                  |
| ---- | --------------------- |
| 1    | ROW Rybnik            |
| 2    | Stal Gorzów Wlkp.     |
| 3    | Sparta Wrocław        |
| 4    | Stal Rzeszów          |
| 5    | Śląsk Świętochłowice  |
| 6    | Wybrzeże Gdańsk       |
| 7    | Polonia Bydgoszcz     |
| 8    | Włókniarz Częstochowa |
| 9    | Kolejarz Opole        |
| 10   | Unia Tarnów           |
| 11   | Unia Leszno           |
| 12   | Motor Lublin          |